# Brenda Remilton
Pour les articles homonymes, voir Ward.
Brenda Remilton (née le 24 février 1956) est une joueuse de tennis australienne, professionnelle dans la première moitié des années 1980. Elle est également connue sous son nom marital, Brenda Remilton-Ward.
Elle a atteint le 3e tour à Roland-Garros en 1981 (battue par Leslie Allen), sa meilleure performance en simple dans une épreuve du Grand Chelem.

## Palmarès

### Titre en simple dames
Aucun

### Finale en simple dames
Aucune

### Titre en double dames
| No | Date       | Nom et lieu du tournoi | Catégorie | Dotation | Surface      | Partenaire | Finalistes                  | Score         |          |
| -- | ---------- | ---------------------- | --------- | -------- | ------------ | ---------- | --------------------------- | ------------- | -------- |
| 1  | 11/10/1982 | Borden Classic Tokyo   | Series 2  | 75 000 $ | Terre (ext.) | Naoko Sato | Laura duPont Barbara Jordan | 2-6, 6-3, 6-3 | Parcours |

### Finales en double dames
| No | Date       | Nom et lieu du tournoi                          | Catégorie | Dotation | Surface         | Vainqueures                     | Partenaire   | Score         |          |
| -- | ---------- | ----------------------------------------------- | --------- | -------- | --------------- | ------------------------------- | ------------ | ------------- | -------- |
| 1  | 25/01/1982 | Avon Futures of Western Pennsylvania Pittsburgh | Futures   | 40 000 $ | Moquette (int.) | Marjorie Blackwood Susan Leo    | Sue Saliba   | 6-0, 6-3      | Parcours |
| 2  | 18/10/1982 | Japan Open Tokyo                                | Series 2  | 50 000 $ | Dur (ext.)      | Laura duPont Barbara Jordan     | Naoko Sato   | 6-2, 6-7, 6-1 | Parcours |
| 3  | 12/09/1983 | Ginny of Salt Lake City Salt Lake City          |           | 50 000 $ | Dur (ext.)      | Cláudia Monteiro Yvonne Vermaak | Amanda Brown | 6-1, 3-6, 6-4 | Parcours |
| 4  | 19/09/1983 | Ginny of Kansas City Kansas City                |           | 50 000 $ | Dur (ext.)      | Sandy Collins Elizabeth Sayers  | Chris O'Neil | 7-5, 7-6      | Parcours |
| 5  | 10/10/1983 | Borden Classic Tokyo                            |           | 75 000 $ | Dur (ext.)      | Chris O'Neil Pam Whytcross      | Naoko Sato   | 5-7, 7-6, 6-3 | Parcours |

## Parcours en Grand Chelem

### En simple dames
| Année | Open d'Australie (janvier) | Open d'Australie (janvier) | Internationaux de France | Internationaux de France | Wimbledon       | Wimbledon   | US Open         | US Open       | Open d'Australie (décembre) | Open d'Australie (décembre) |
| ----- | -------------------------- | -------------------------- | ------------------------ | ------------------------ | --------------- | ----------- | --------------- | ------------- | --------------------------- | --------------------------- |
| 1981  | n/a                        | n/a                        | 3e tour (1/16)           | Leslie Allen             | -               | -           | 1er tour (1/64) | Sylvia Hanika | 1er tour (1/32)             | Bettina Bunge               |
| 1982  | n/a                        | n/a                        | -                        | -                        | 1er tour (1/64) | Wendy White | -               | -             | -                           | -                           |
| 1983  | n/a                        | n/a                        | -                        | -                        | 1er tour (1/64) | Eva Pfaff   | -               | -             | -                           | -                           |

À droite du résultat, l’ultime adversaire.

### En double dames
| Année | Open d'Australie (janvier) | Open d'Australie (janvier) | Internationaux de France     | Internationaux de France   | Wimbledon                    | Wimbledon                   | US Open                     | US Open                  | Open d'Australie (décembre)  | Open d'Australie (décembre) |
| ----- | -------------------------- | -------------------------- | ---------------------------- | -------------------------- | ---------------------------- | --------------------------- | --------------------------- | ------------------------ | ---------------------------- | --------------------------- |
| 1980  | n/a                        | n/a                        | -                            | -                          | -                            | -                           | -                           | -                        | 1er tour (1/16) N. Gregory   | Linda Cassell E. Sayers     |
| 1981  | n/a                        | n/a                        | 2e tour (1/16) Pilar Vásquez | Glynis Coles Naoko Sato    | 2e tour (1/16) Revonne Du    | B. Potter Sharon Walsh      | 2e tour (1/16) Chris Newton | Rosie Casals W. Turnbull | 2e tour (1/8) Chris Newton   | D. Fromholtz P. Teeguarden  |
| 1982  | n/a                        | n/a                        | 3e tour (1/8) Chris Newton   | Rosie Casals W. Turnbull   | 1er tour (1/32) Chris Newton | K. Horvath Virginia Wade    | -                           | -                        | 1er tour (1/16) Chris Newton | Linda Cassell Keryn Pratt   |
| 1983  | n/a                        | n/a                        | 2e tour (1/16) Naoko Sato    | Rosie Casals W. Turnbull   | 1er tour (1/32) Naoko Sato   | C. Tanvier A. Temesvári     | 1er tour (1/32) Naoko Sato  | Anne Hobbs Andrea Jaeger | 1er tour (1/16) Naoko Sato   | Anne Hobbs W. Turnbull      |
| 1984  | n/a                        | n/a                        | 1/4 de finale Naoko Sato     | Navrátilová Pam Shriver    | 1er tour (1/32) Naoko Sato   | L. Antonoplis Beverly Mould | 1er tour (1/32) Pat Medrado | C. Jolissaint M. Mesker  | 1er tour (1/16) Naoko Sato   | C. Benjamin Vicki Nelson    |
| 1985  | n/a                        | n/a                        | 1er tour (1/32) Naoko Sato   | Hetherington Gretchen Rush | 1er tour (1/32) Naoko Sato   | M. L. Piatek Robin White    | -                           | -                        | -                            | -                           |

Sous le résultat, la partenaire ; à droite, l’ultime équipe adverse.

### En double mixte
| Année | Open d'Australie (janvier), | Open d'Australie (janvier), | Internationaux de France | Internationaux de France | Wimbledon                    | Wimbledon                  | US Open | US Open | Open d'Australie (décembre), | Open d'Australie (décembre), |
| ----- | --------------------------- | --------------------------- | ------------------------ | ------------------------ | ---------------------------- | -------------------------- | ------- | ------- | ---------------------------- | ---------------------------- |
| 1982  | n/a                         | n/a                         | -                        | -                        | 1er tour (1/32) Max Bates    | Y. Vermaak van der Merwe   | -       | -       | n/a                          | n/a                          |
| 1983  | n/a                         | n/a                         | -                        | -                        | 2e tour (1/16) M. Fancutt    | W. Turnbull John Lloyd     | -       | -       | n/a                          | n/a                          |
| 1984  | n/a                         | n/a                         | -                        | -                        | 1er tour (1/32) Craig Miller | R. Fairbank Charles Buzz   | -       | -       | n/a                          | n/a                          |
| 1985  | n/a                         | n/a                         | -                        | -                        | 3e tour (1/8) Peter Doohan   | Helena Suková Pavel Složil | -       | -       | n/a                          | n/a                          |

Sous le résultat, le partenaire ; à droite, l’ultime équipe adverse.